# Papeterie de la Seine
La Papeterie de la Seine initialement connue sous le nom de Papeterie du Petit Parisien est une ancienne usine de production de papier et carton située au bord de la Seine, à Nanterre dans le département des Hauts-de-Seine. Elle fut en activité de 1906 à 2011 avant d'être finalement partiellement détruite pour accueillir un ensemble de bureaux sur son emprise foncière. Seuls deux des bâtiments historiques ont été conservés et réhabilités pour servir d'espaces de coworking notamment.

## Histoire
La construction de la papeterie est décidée en 1904 par Jean Dupuy afin de produire le papier journal qui servirait à l'impression du Petit Parisien, dont il est le propriétaire. Les travaux débutent l'année suivante et l'usine entre en service en 1906. Le 10 janvier 1917 elle devient la SA Papeterie de la Seine,. Dans les années qui suivent, l'entreprise diversifie sa production : elle propose en 1926 quatre sortes de papier satiné et deux de papier bouffant ce qui lui permet d'améliorer sa rentabilité, ces papiers se vendant plus cher que le papier journal.
À partir de 1933, l'usine se dote d'équipements pour produire directement la pâte à papier qu'elle utilise à partir de rondins de bois (jusqu'alors elle utilisait de la pâte importée majoritairement de Scandinavie) afin d'améliorer la qualité de ses produits. Ces équipements comportent un chemin de fer à voie étroite pour amener les rondins depuis les berges de la Seine à l'usine, un bassin de trempage et une râperie pour transformer le bois en pâte à papier.
En 1943, elle se dote d'un atelier de fabrication de sacs en papier kraft et quelques années plus tard en 1947 une centrale de trituration de vieux papiers entre en service pour permettre d'utiliser de la matière première recyclée. Ce bâtiment est l'un des deux seuls encore visibles aujourd'hui les autres ayant été détruits. En 1951, l'usine se dote également d'un atelier de fabrication de pâte à papier à partir de paille, il s'agit du deuxième bâtiment conservé aujourd'hui.
En 1962, la société est cédée à La Cellulose du Pin par les héritiers de Jean Dupuy. Dès lors, l'usine ne produira plus que du papier à canneler (qui entre dans la composition du carton ondulé) à partir de déchets de papier.
En 1987, la papeterie est intégrée au groupe SOCAR (filiale de Saint-Gobain), lui même racheté en 1994 par le groupe irlandais Smurfit Kappa qui devient à cette occasion le numéro un mondial du carton ondulé.
En 2008, la papeterie recycle annuellement 138 000 t de papier dont 38 000 t en provenance de l'Île-de-France mais son activité est déclinante et elle ne fait plus l'objet d'aucun investissement de la part de Smurfit Kappa, son propriétaire. Le 5 mars 2009, Smurfit Kappa annonce "examiner les possibilités d'évolutions" foncières pour son site de Nanterre qui est placé depuis mars 2008 au sein d'une Zone d'aménagement différé.
En avril 2009, les 106 ouvriers de l'usine sont mis au chômage technique, puis, le 4 mars 2011, Smurfit Kappa annonce la fermeture définitive des Papeteries de la Seine sous un délai de dix mois.

## Le campus Arboretum
À la suite de la fermeture définitive de la papeterie de la Seine en 2011, les terrains sont rachetés par BNP Paribas Real Estate en partenariat avec la start-up Woodeum spécialiste de la construction bois, pour y implanter le plus grand campus de bâtiment de bureaux en bois massif d'Europe. Le projet, nommé Arboretum, est dévoilé au public en 2017.
Prévu initialement pour une livraison en 2020, le projet, financé par Icawood, WO2 et BNP Paribas Real Estate, est finalement livré fin 2023, pour un investissement estimé à 650 millions d'euros.
Le campus compte 125 000 m2 de bureaux répartis en cinq bâtiments neufs et deux bâtiments industriels rénovés (la centrale de trituration de vieux papiers et le bâtiment de production de pâte à paille), des restaurants et une salle de sport. Il est complété par des espaces de promenade en plein air et des aires de jeux en prolongement du parc du chemin de l'île qui gagne ainsi 2 ha.